# Lestodiplosis taxiconis
Lestodiplosis taxiconis är en tvåvingeart som beskrevs av Foote 1956. Lestodiplosis taxiconis ingår i släktet Lestodiplosis och familjen gallmyggor.
Artens utbredningsområde är Oregon. Inga underarter finns listade i Catalogue of Life.